# Tierra de Sueños - Puerto Roldán
Tierra de Sueños 2 y 3 - Puerto Roldán - Los Raigales es un Suburbio de la provincia de Santa Fe, Argentina ubicado a las afueras del Gran Rosario en el kilómetro 312 del Autopista Rosario - Córdoba, perteneciente al municipio de Roldán. Está constituido por 4 barrios (2 abiertos y 2 privados) aglomerados caracterizados por su gran dimensión y magnitud, convirtiéndolo en el megabarrio más grande de la región.

## Historia
Tierra de Sueños arranca como un emprendimiento inmobiliario en la ciudad de Roldán (Santa Fe) en el año 2008 como un barrio de extensión urbana de la localidad en su propio casco. La empresa Aldic, inversora de grandes proyectos de torres y edificios en Rosario se lanza a barrios residenciales de baja densidad uniéndose al hilo de urbanizaciones de la zona oeste del Gran Rosario.
El éxito de Tierra de sueños impulso a Aldic a construir nuevos proyectos fuera del casco urbano, en una zona más rural y de mejor acceso a los nuevos propietarios  Esta nueva localidad Suburbana que se extendió desde la Ruta Nacional A012 hacia el este llegando al límite municipal se caracterizó por parcelas más pequeñas y precios más caros por m2, una serie de bulevares arbolados y calles residenciales de entorno natural. Además un club House y pequeño lago artificial. Cuando se construyó Tierra de sueños 3 se coloco una entrada vehicular de control, barrera automáticas, un cartel de entrada y simbolismo constituyéndolo a un barrio semiabierto.
A este megabarrio se le pusieron mayores condiciones , la Municipalidad le exigió al urbanizador la construcción de los edificios destinados a una escuela , un dispensario, una delegación municipal, un destacamento policial y un obrador para las tareas de mantenimiento, distribución domiciliar de agua potable, drenajes, red cloacal (en construcción), recolección de residuos. El mantenimiento de calles y espacios públicos que se llevaría en conjunto con las autoridades locales.

### Puerto Roldán
Puerto Roldán es un Club de campo residencial y deportivo que se encuentra entre TDS 2 y TDS 3. Contiene un lago artificial de 12 hectáreas y 3 metros de profundidad, donde se llevaron parte de los Juegos Suramericanos de Playa de 2019, fue construido en el suburbio complementando el uso del suelo.

## Infraestructura

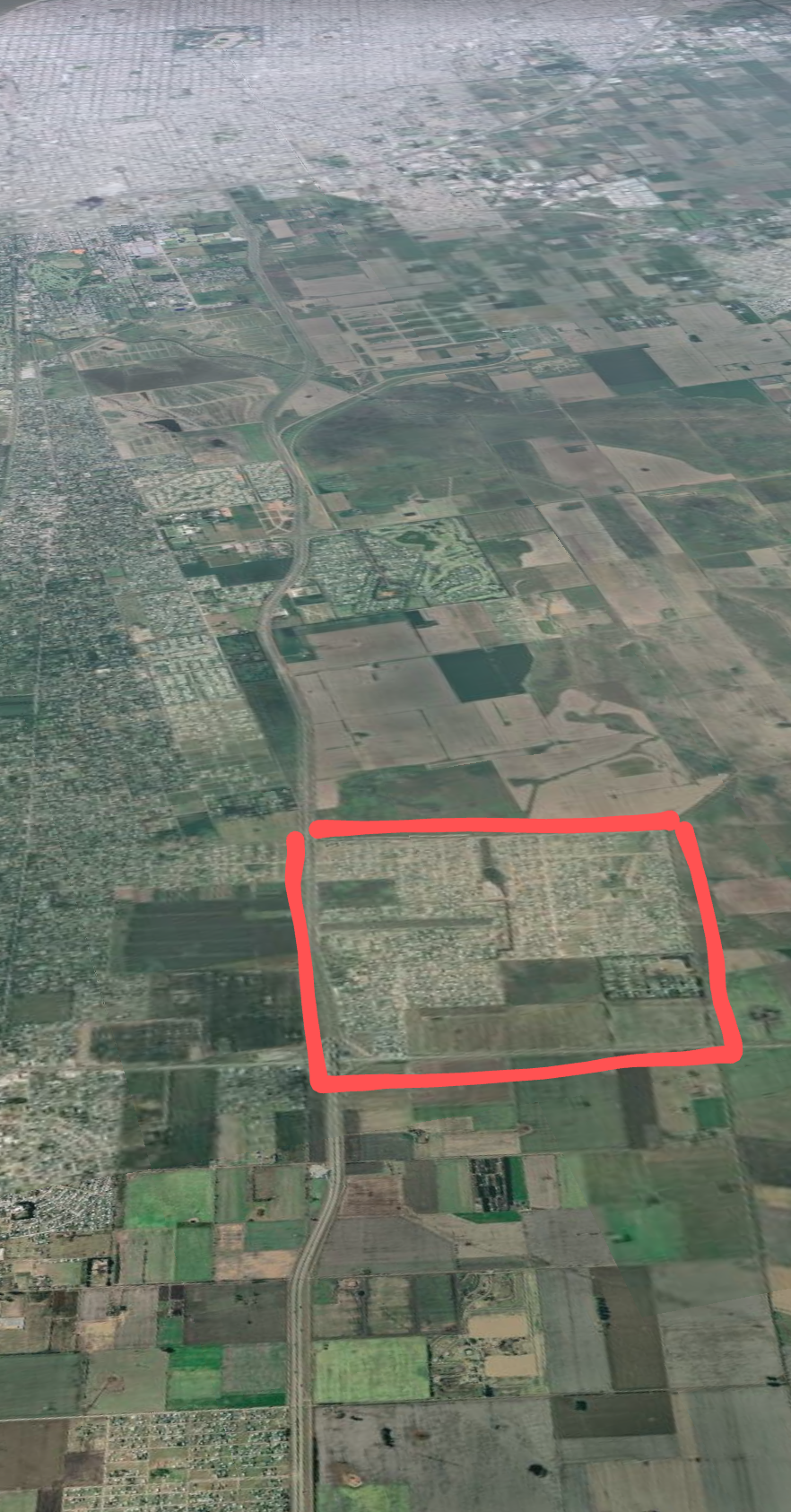

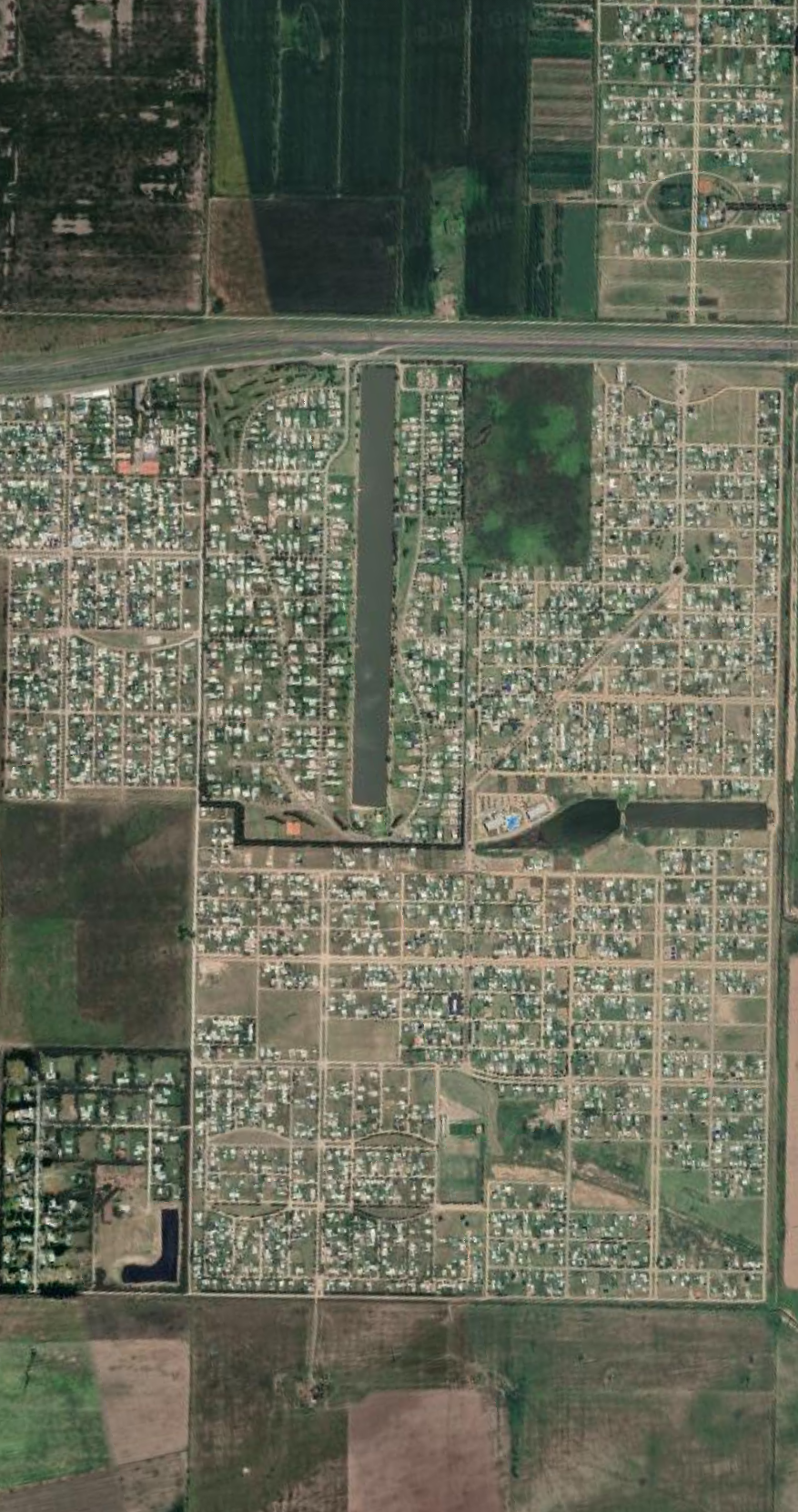

Si bien algunos bulevares están pavimentados su infraestructura vial (exceptuando Puerto Roldán) es muy escasa. No cuenta con acceso al autopista a través de un puente sino que se ingresa por un acceso informal como muchos de los barrios de la zona. La entrada principal es por la Ruta A012 que no dispone intercambiadores ni rotondas siendo muy peligroso debido a que esta es una importante arteria en el traslado de camiones cerealeros que ingresan a los puertos. En los meses de mayo a julio se dificulta la entrada por grandes embotellamientos que se producen por la época de la Cosecha Gruesa.

### Transporte
La Línea 33/9 tiene parada sobre la Autopista. Las Líneas R1 R2 y R3 ingresan en horario laboral y escolar días de semana.

## Población
En 2019 se hizo un censo barrial y dio resultado 4800 habitantes estables.

## Otros Barrios
Luego del éxito en Róldan, Aldic siguió desarrollándose en otras localidades como Casilda , Alvear, Puerto General San Martín y Arroyo Seco siendo este su proyecto más ambicioso llamado Tierra de Sueños Ciudad Náutica que se encuentra en la etapa inicial sobre el río Paraná y con acceso desde la Ruta 21. Se trata de una urbanización que, además de los lotes destinados a la construcción de viviendas individuales, contempla la construcción de diez edificios de departamentos y toda la infraestructura para el desarrollo de actividades náuticas (amarras, guardería de lanchas), además de distintos tipos de instalaciones deportiva.